# Institut supérieur du sport et de l'éducation physique de Ksar Saïd
L'Institut supérieur du sport et de l'éducation physique de Ksar Saïd (arabe : المعهد العالي للرياضة والتربية البدنية بقصر سعيد), connu sous les sigles INEPS ou ISSEP, est un établissement universitaire tunisien spécialisé dans le sport et rattaché à l'université de La Manouba.

## Historique
L'institut est fondé en 1957 et placé sous la tutelle du ministère de la Jeunesse et des Sports et du ministère de l'Enseignement supérieur et de la Recherche scientifique.